# Municipio de Raymond (condado de Champaign)
El municipio de Raymond (en inglés: Raymond Township) es un municipio ubicado en el condado de Champaign en el estado estadounidense de Illinois. En el año 2010 tenía una población de 418 habitantes y una densidad poblacional de 4,45 personas por km².

## Geografía
El municipio de Raymond se encuentra ubicado en las coordenadas 39°55′25″N 88°3′59″O / 39.92361, -88.06639. Según la Oficina del Censo de los Estados Unidos, el municipio tiene una superficie total de 93.89 km², de la cual 93,89 km² corresponden a tierra firme y (0 %) 0 km² es agua.

## Demografía
Según el censo de 2010, había 418 personas residiendo en el municipio de Raymond. La densidad de población era de 4,45 hab./km². De los 418 habitantes, el municipio de Raymond estaba compuesto por el 97,37 % blancos, el 0,24 % eran amerindios y el 2,39 % eran de una mezcla de razas. Del total de la población el 0,72 % eran hispanos o latinos de cualquier raza.